# آیگزام
آیگزام (انگلیسی: Aixam) شرکت خودروسازی فرانسوی است، که در سال ۱۹۸۳ تأسیس شد.